# (1910) Mikhailov
(1910) Mikhailov es un asteroide que forma parte del cinturón de asteroides y fue descubierto el 8 de octubre de 1972 por Liudmila Vasílievna Zhuravliova desde el Observatorio Astrofísico de Crimea, Naúchni.

## Designación y nombre
Mikhailov fue designado inicialmente como 1972 TZ1.
Posteriormente, se nombró en honor del astrónomo ruso Aleksandr Aleksándrovich Mijáilov (1888-1983), quien fuera director del observatorio de Púlkovo de 1947 a 1964.

## Características orbitales
Mikhailov orbita a una distancia media de 3,045 ua del Sol, pudiendo alejarse hasta 3,2 ua. Tiene una excentricidad de 0,05071 y una inclinación orbital de 10,36°. Emplea en completar una órbita alrededor del Sol 1941 días.